# Ледник Корженевского (Кыргызстан)
Ледни́к Коржене́вского — сложный долинный ледник на северном склоне Заалайского хребта (Памир). Расположен к востоку от пика Ленина, в истоках реки Джанайдартака в Кыргызстане (Ошская область).

## Общая информация
Длина ледника составляет 21,5 км, площадь — 73 км². Область питания находится на высотах до 6200 м, фирновая линия — на высоте 5100 м. Ледник течёт в глубокой долине и спускается до 3840 м. Язык на две трети покрыт моренным чехлом.
Ледник назван в честь русского географа Николая Корженевского, открывшего его в 1928 году.
Юго-восточнее, на Заалайском хребте, расположен пик Корженевского.